# Leena Hiltunen
Leena Hillevi Hiltunen, född 17 september 1958 i Örebro, är en svensk före detta porrskådespelerska och sjuksköterska.
Hiltunen blev en av Sveriges mest kända porrskådespelerskor genom filmen Fäbodjäntan (1978).[förklaring behövs] Hon hade dessförinnan spelat in filmen Kärleksön. Hiltunen gjorde inga fler roller efter dessa två filmer.